# Col du Rosier
De Col du Rosier is een beklimming ten zuiden van Spa in de Waalse Ardennen. De klim vanuit het zuiden vormt vrijwel elk jaar een onderdeel in de wielerklassieker Luik-Bastenaken-Luik. Het is een lange helling van 4,5 km die vooral in het begin steil is.
De Col du Rosier is bekend van de Rosiertest. Het gaat hierbij om de klim vanuit Spa. Deze gaat over een afstand van 5,6 km met een gemiddeld stijgingspercentage van meer dan 5%. De tijd die wordt neergezet over de klim aan het begin en aan het eind van een dag stevig fietsen blijkt een goede maat te zijn voor de klassering in een Cyclosportive.